# Циганд
Циганд (венг. Cigánd) — город на северо-востоке Венгрии в медье Боршод-Абауй-Земплен. Расположен в восьмидесяти километрах от столицы медье — города Мишкольца. Население — 3225 человек (2001).

## Население
| Год  | Численность | Численность |
| ---- | ----------- | ----------- |
| 2013 | 3037        | [ 2 ]       |
| 2014 | 3043        | [ 3 ]       |
| 2018 | 3009        | [ 4 ]       |
| 2020 | 3200        | [ 5 ]       |
| 2022 | 2915        | [ 6 ]       |
| 2023 | 2948        | [ 7 ]       |
| 2024 | 2840        | [ 1 ]       |

## Города-побратимы
- Aluniș[вд], Румыния